# Krapež
Krapež je priimek več znanih Slovencev:
- Alenka Krapež, mag., ravnateljica Gimnazije Vič
- Alojz Krapež (1958—2023), politik, organizator
- Andraž Krapež (*1997), badmintonist
- Dominik Krapež, fagotist (drug= filolog?)
- Dragica Krapež, pisateljica
- Fran Krapež (1864—1935), kavarnar, gostinec, mecen
- Franc Krapež (1920—?), duhovnik, dekan, monsinjor, organizator ljudskih misijonov
- Jožef Krapež (st./ml.), Martin Krapež: vinarji iz Vrhpolj pri Ajdovščini
- Julijan Krapež, arhitekt, oblikovalec
- Katarina Krapež, gledališka ustvarjalka, fr./angl. oblike govora
- Katarina Krapež, doc. na katedri za pravo FM UP in vodja Pisarne za prenos znanja in tehnologij na Fakulteti/informac. študije v Novem mestu
- Marjetka Krapež (*1966), pesnica, literarna mentorica
- Mateja Krapež, umetnostna zgodovinarka, bibliotekarka, vodja knjižnice Narodne galerije
- Miha Krapež, motoristični športnik
- Mika Krapež, arhitektka ...
- Milan Krapež, radijski novinar, voditelj Prizme optimizma
- Miran Krapež, fotograf (naravoslovni?)
- Peter Martin Krapež, inž. gozdarstva, družbeno-kulturni delavec, smučar, tabornik, lesar (Velenje)
- Saša Krapež (*1976), astronom
- Stane Krapež, tiskar
- Stanislava (Staša) Krapež, klasična filologinja, turistična vodička
- Vilko Krapež (1930-1989?), strokovnjak za varstvo pri delu
- Vilma Krapež, bibliografka, biografka